# Viola violacea
Viola violacea är en violväxtart som beskrevs av Tomitaro Makino. Viola violacea ingår i släktet violer, och familjen violväxter. Inga underarter finns listade i Catalogue of Life.

## Bildgalleri

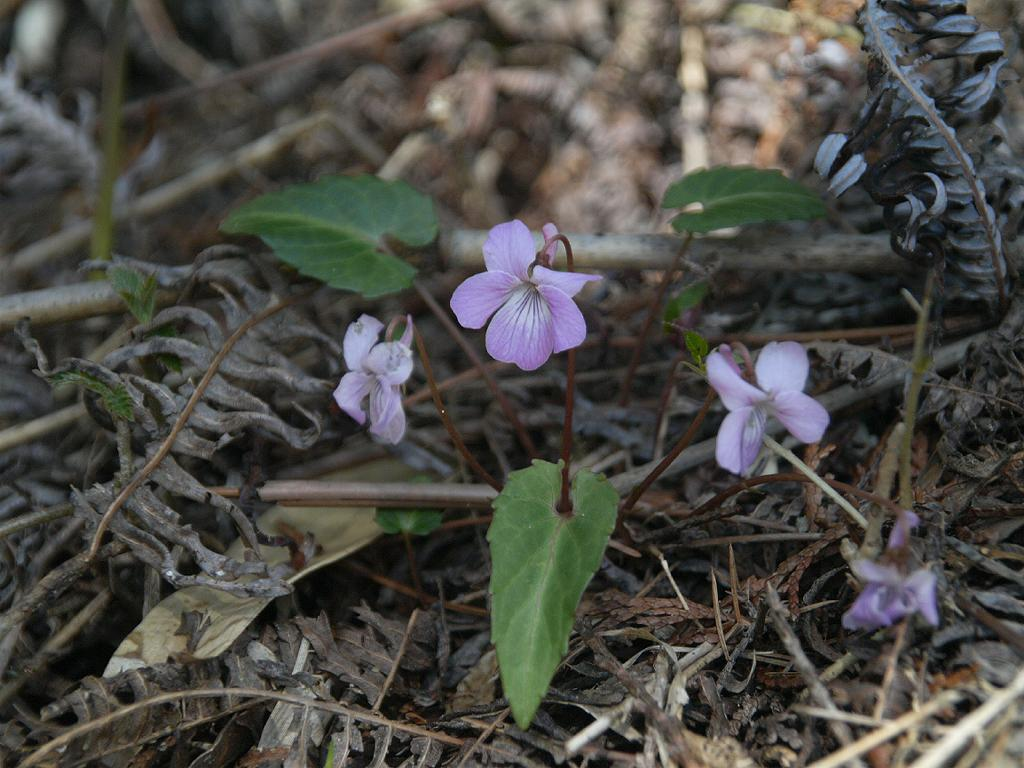
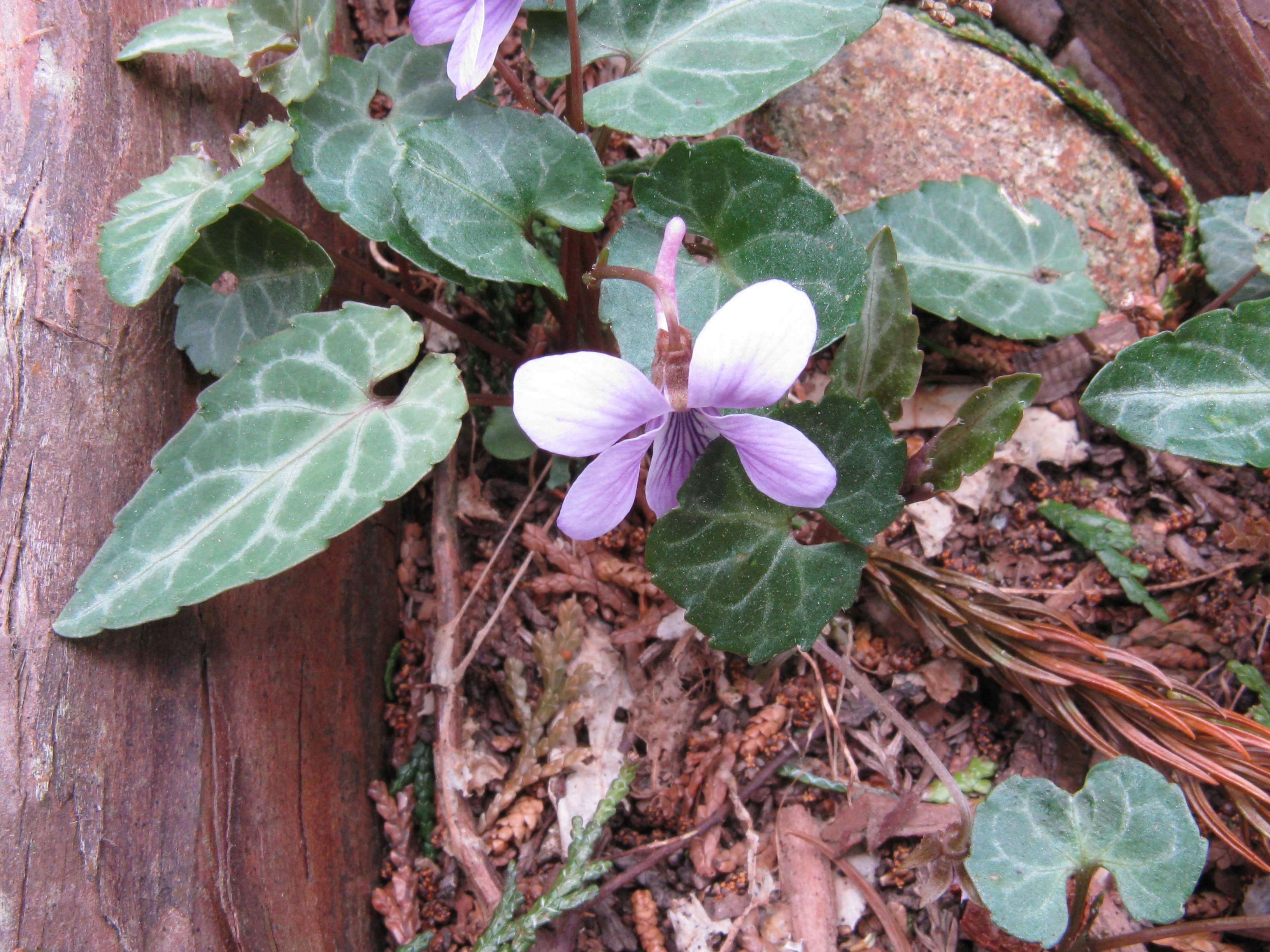
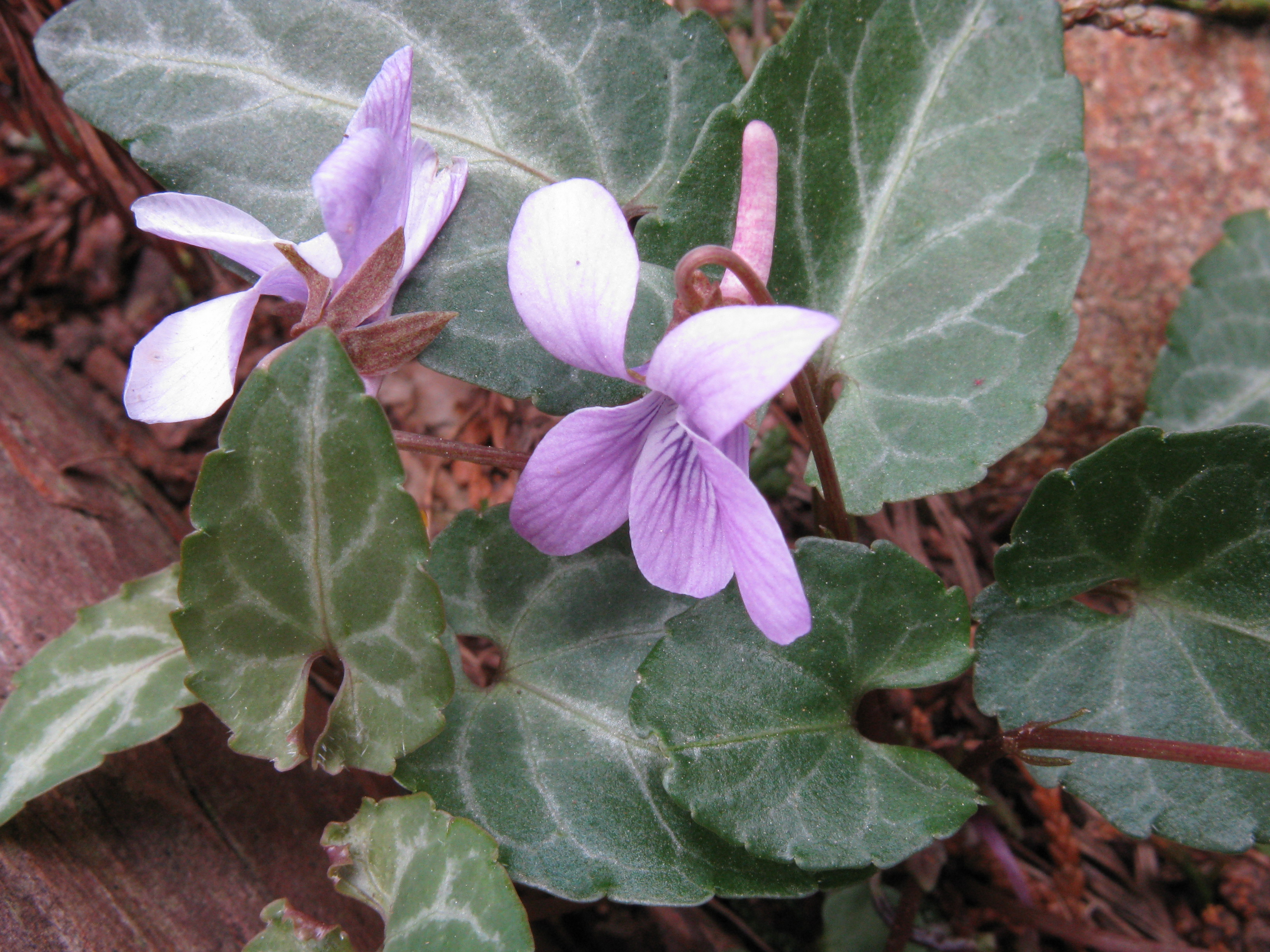
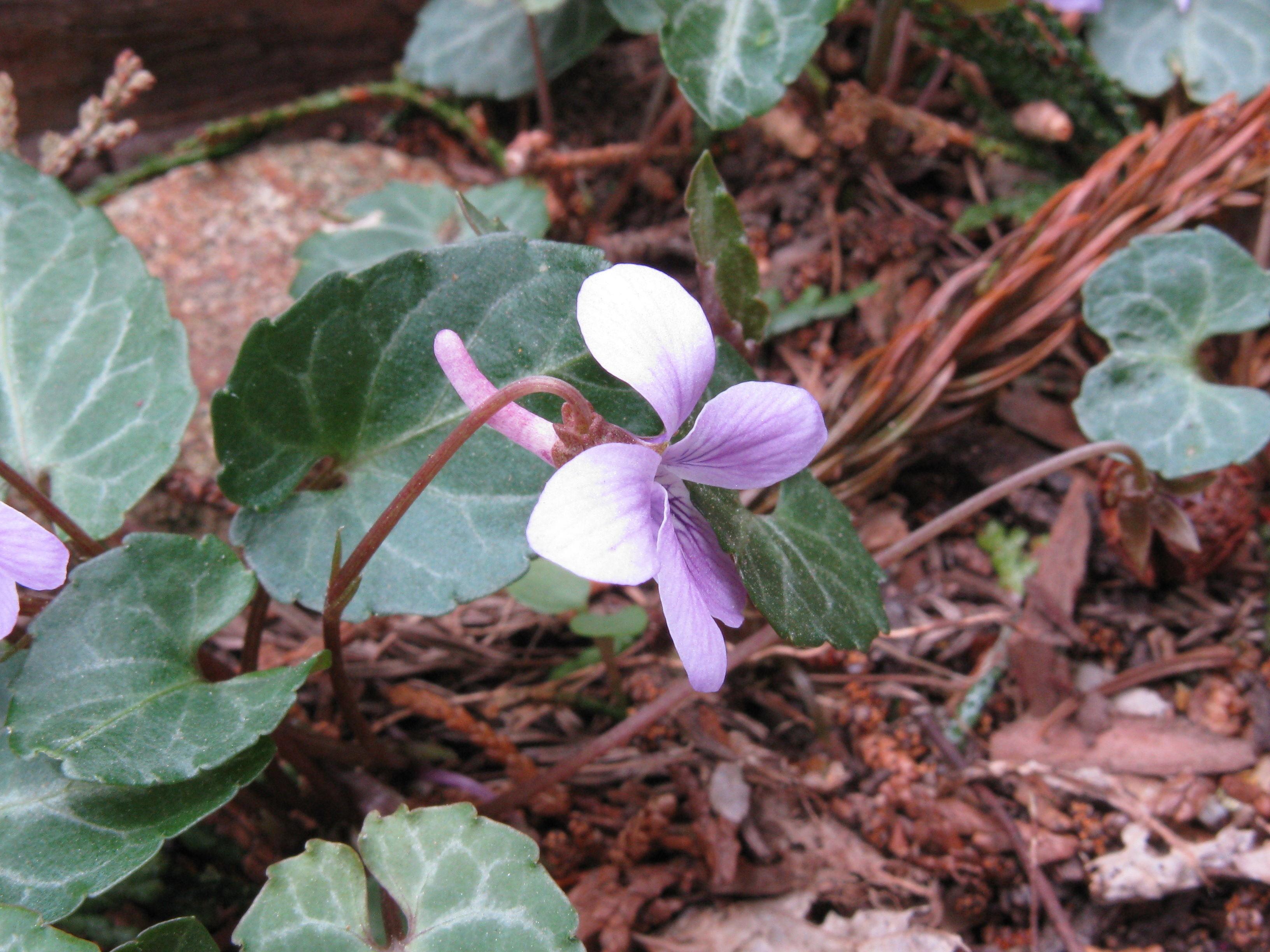